# Bijelo more
Bijelo more (rus. Бе́лое мо́ре, fin. Vienanmeri) jest zaljev na jugu Barentsova mora smješten na sjeverozapadnoj obali Rusije. S njegove zapadne strane nalazi se Karelija, na sjeveru je poluotok Kola, a na sjeveroistoku poluotok Kanin. Cijela površina Bijeloga mora je pod ruskim suverenitetom i zakonski je dio unutarnjih morskih voda Ruske Federacije. More je upravno podijeljena između Arkhangelske i Murmanske oblasti Ruske Federacije, te Republike Karelije.
Glavna i najveća luka Bijeloga mora je Arkhangelsk smještena na njegovoj jugoistočnoj obali. Veći dio ruske povijesti ona je bilo glavno rusko središte međunarodne pomorske trgovine, koju su vodili Pomori ("primorski doseljenici") iz Holmogorja. U moderno doba postao je važna sovjetska pomorska i podmornička baza. Bijelomorsko-baltički kanal povezuje Bijelo more s Baltičkim morem.

## Geografija

### Opseg
Međunarodna hidrografska organizacija definira sjevernu granicu Bijelog mora kao "crtu koja spaja rt Svjatoj nos (obala Murmanska, 39°47'E) i rt Kanin".

### Topografija
Na Bijelomu moru postoje četiri glavna zaljeva, koja se stožasto povezuju s Barentsovim morem putem uskog tjesnaca nazvanog "gorlo" (rus. Горло – grlo). Kandalakški zaljev leži u zapadnom dijelu Bijeloga mora, što je ujedno i najdublji dio mora s dubinom od 340 metara. Na jugu se nalazi Oneški zaljev u koji utječe istoimena rijeka. Na jugoistoku je Dvinski zaljev u koji se ulijeva Sjeverna Dvina u samoj luci Arkhangelsk, a na istočnoj strani "gorla" nasuprot poluotoku Kola nalazi se Mezenski zaljev u kojega se ulijevaju rijeke Mezen i Kuloj. Ostale veće rijeke koje se ulijevaju u more su Vig, Niva, Umba, Varzuga i Ponoj.  
Dno središnjega dijela Bijelog mora i Dvinskog zaljeva prekriveno je muljem i pijeskom, a dno sjevernog dijela, Kandalakškog zaljeva i Oneškog zaljeva mješavina je pijeska i kamenja. Naslage iz ledenog doba često se pojavljuju u blizini morskih obala. Sjeverozapadne obale su visoke i stjenovite, no nagib na jugoistočnoj strani znatno je blaži.
U Bijelomu moru nalazi se veliki broj otoka uglavnom manje veličine. Glavna skupina otoka je Solovecko otočje, smješteno gotovo u sredini Bijeloga mora, u blizini ulaza u Onješki zaljev. Otok Kij u Onješkom zaljevu značajan je zbog povijesnog samostana. Otok Veliki smješten blizu obale najveći je otok u Kandalakškom zaljevu.

### Hidrografija i batimetrija
Bijelo more je depresija ispunjena vodom usječena u blok kontinentalnog pojasa poznatoga kao Baltički štit. Njegovo je dno vrlo neravnomjerno i sadrži Kandalakšku udubinu na sjeverozapadu i Solovecko otočje na jugu. Također, Onješki zaljev ima mnogo malih podvodnih uzvisina. Dio mora koji povezuje Bijelo s Barentsovim morem (tzv "gorlo") prilično je plitak, dubina mu je oko 50 metara ili manje. U sjevernom dijelu gorla nalazi se podvodni greben zbog čega je na tom dijelu maksimalna dubina 40 metara, što otežava razmjenu vode između Bijeloga i Barentsovog mora. Izmjenu vode djelomice potpomažu morske mijene, koje su poludnevne (dižu se dva puta dnevno) s amplitudom koja se povećava od 1 metra na jugu do 10 metara u Mezenskom zaljevu. Struje su na otvorenome moru dosta slabe s brzinom ispod 1 km/h, ali znatno dobivaju na snazi u uvalama. Plimni valovi su mnogo brži od običnih struja i dosežu brzinu od 9 km/h u Mezenskoj uvali, 3,6 km/h u Oneškom zaljevu i 1,3 km/h u Kandalakškom zaljevu.
Rijeke godišnje izliju oko 215 km3 slatke vode uglavnom do Oneškog, Mezenskog i Dvinskog zaljeva. Sama Sjeverna Dvina može pridonijeti do 171 km3 u nekim godinama, a rijeke Mezen, Onega, Kem i Vig dodaju do 38,5, 27,0, 12,5 i 11,5 km3 slatke vode. Oko 40% ove količine izlije se tijekom otapanja snijega u svibnju, a dotok je najmanji u veljači i ožujku. Razlika u dotoku vode iz riječnih tokova podiže i snižava razinu mora što potiče izmjenu vode s Barentsovim morem od oko 2000 km3 i 2200 km3 vodnog obujma koji ulazi i izlazi iz Bijelog mora tijekom godine. Dotok slatke vode u proljeće smanjuje površinski salinitet u gornjem sloju od 5 – 10 metara na 23‰ (tisućih dijelova) u istočnim i 26 – 27‰ u zapadnim dijelovima mora, dosežući najnižu vrijednost od 10 – 12‰ u Dvinskom zaljevu. Dotok također povećava sadržaj silicija i silikata u vodi, što je karakteristično za Bijelo more.
Oluje su u ovome području najjače u listopadu i studenom. Plitke morske dubine smanjuju visinu valova u prosjeku na 1 metar, rijetko dosežu  3 do 5 metara. U srpnju i kolovozu more je mirno.

### Klima
Klima varira između polarne i umjereno kontinentalne s čestim maglama i oblacima. Vjetrovi su zimi pretežno jugozapadni s brzinom od 4 – 8 m/s. Dovode hladan zrak s juga, spuštajući temperaturu na oko −15 °C (veljača) na većem dijelu mora. Sjeverni dio je topliji oko -9 °C, ponekad i -6 °C, zbog toplih zračnih masa s Atlantika. Arktička anticiklona, međutim, mijenja vjetrove u sjeveroistočne donoseći znatno hladnije vrijeme s temperaturama od oko -25 °C. Ljeta su hladna, oblačna i relativno vlažna sa sjeveroistočnim vjetrovima i čestim kišama. Prosječne srpanjske temperature su 8 – 10 °C. Povremeni jugoistočni vjetrovi donose topao zrak iz Europe, dižući temperaturu do 17 – 19 °C, a ponekad i do 30 °C. Godišnja količina oborina kreće se od 282 mm na sjeveru 529 na jugu.
Zimi, od listopada–studenog do svibnja–lipnja, more se smrzava s prosječnom siječanjskom temperaturom vode od −1,9 °C na sjeveru, između −1,3 i −1,7°C u središtu, te između −0,5 i −0,7°C u zaljevima. Ove varijacije posljedica su raspodjele slanosti vode, koja se povećava od 24 do 26‰ u središtu do 30,5‰ u gorlu, dosežući 34,0 – 34,5‰ prema Barentsovu moru. Razdoblje smrzavanja varira od godine do godine kao što je prikazano na satelitskoj snimci desno. Led nije stacionaran, 90% ledene mase pluta i otječe u Barentsovo more. Debljina leda je obično oko 40 cm, ali može doseći 150 cm u posebice hladnim zimama.
Ljeti se površinska voda zagrije do 15°C u središnjem dijelu, ali ostaje relativno hladna na sjeveru, na 7 – 8°C, zbog izmjene vode između površine i hladnog dubljeg dijela, što je dodatno pojačano kod plitkih dubina u sjevernim dijelovima. Duboko more (oko 100 m ili više) karakterizira stabilna temperatura (−1,4°C) i slanost (30‰) Raspodjela temperature vode po dubinama vrlo je nehomogena širom cijele površine. Primjerice, na izlazu iz Dvinskog zaljeva temperatura vode pada na 0 °C na dubini od samo 12 – 15 m, no ista temperatura se postiže na 65 m na izlazu iz Kandalakškog zaljeva.

## Povijest
Stanovnici Novgoroda poznavali su Bijelo more barem od 11. stoljeća i brzo su shvatili njegov značaj za plovidbu i trgovinu, kao i njegove obalne šume bogate krznašima. Jedno od najranijih naselja u blizini morske obale izraslo je u kasnom 14. stoljeću u Holmogoriju na Sjevernoj Dvini. Odatle je 1492. godine trgovačka flota natovarena žitom i s veleposlanicima Ivana III. od Rusije otplovila u Dansku i uspostavila tako prvu međunarodnu morsku luku u Rusiji.
Prvi strani brod koji je stigao u Holmogori 1553. bio je engleski istraživački brod Edward Bonaventure kojim je zapovijedao Richard Chancellor. Njegova je misija zajedno s druga dva broda pod zapovjedništvom Hugha Willoughbyja bila naći sjeverni put do Indije, posebice stići do Indije i Kine. Ekspedicija, koju su financirali engleski kralj Eduard VI. i skupina od oko 240 engleskih trgovaca, imala je ovlaštenje Londona za uspostavljanje trgovačkih veza. Tijekom plovidbe brodovi Willoughbyja su se razdvojili, dva su broda izgubljena, ali je Edward Bonaventura uspio proći Bijelo more i stići do Holmogorija, odakle je Chancellor ispraćen u Moskvu na susret s ruskim carem Ivanom IV. Vraćajući se iz Rusije 1554., Chancellor je donio detaljan opis Moskve i ruskog sjevera, koji su Europi uglavnom bili nepoznati, kao i pismo cara u kojem se izražava želja za uspostavljanjem trgovinskih odnosa s Engleskom. Godine 1555. kraljica Marija izdala je povelju kojom je ovlastila Moskovsku kompaniju da trguje s Rusijom putem Bijelog mora.
Nizozemski brodovi ubrzo su slijedili engleske, a Holmogori postao je glavna trgovačka luka ovog područja za krzno i ribu. U gradu počinju podizati domaće i strane trgovine i tvornice. Luka je ojačana tvrđavom koja je izdržala opsadu poljsko-litavske vojske 1613. godine. Sve veći promet preopteretio je luku, koja se oslanjala na plitke riječne vode i imala ograničeni brodski kapacitet. Međutim, umjesto proširenja stare luke, Ivan IV. je 1584. godine niz rijeku osnovao novu luku, nazvanu Novi Holmogori, koja je od 1596. promijenila ime u Arhangelsk.
Između 15. i ranog 18. stoljeća Bijelo more služilo je kao glavni trgovački put u Rusiju i iz nje. Ta se uloga kasnije smanjila nakon osnutka Sankt Peterburga (1703.), koji je otvorio izravniju vezu bez leda između Rusije i većeg dijela Zapadne Europe preko Baltičkoga mora. Od 1920-ih većina sjevernih ruskih pomorskih pošiljaka skrenula je s Bijelog mora u novu luku Murmansk (službeno osnovanu 1916.), gdje se vode zimi nisu smrzavale.

## Zakonodavni status
Cijeli akvatorij Bijelog mora je teritorijalno more Ruske Federacije. Svako kretanje stranih plovila u Bijelomu moru provodi se u skladu sa zakonodavstvom Ruske Federacije.

## Fauna i gospodarstvo
U moru živi više od 700 vrsta beskralježnjaka, oko 60 vrsta riba i pet vrsta morskih sisavaca, uključujući i bijelog kita belugu. Rijetki stanovnik ovog mora je obalna pliskavica, a veći kitovi poput grenlandskog kita, grbavog kita, brazdenih kitova, sjeverne kljunaste ulješure i orki smatraju se izuzetno rijetkim. Ribarska industrija je slabo razvijena, uglavnom se lovi , haringa, bakalar, atlantski losos, europska smrdljivka ali i sedlasti tuljan. U razvoju je industrija morskih algi.
Bijelo more važno je prometno središte sjeverozapadne Rusije, koje povezuje različite gospodarske regije i pruža izlaz na inozemne pomorske puteve. Bjelomorsko-baltički kanal povezuje ga preko Onješkog jezera s Baltičkim morem i glavnim gradom i lukom Sankt-Peterburg. Baltičko more je pak povezano Volgo-baltičkim plovnim putem s rijekom Volgom, Crnim, Kaspijskim i Azovskim morem. Glavne luke na Bijelom moru su Arhangelsk, Belomorsk, Onega, Mezen, Kem, Kandalakša i Umba. Unatoč tome što je zimi zaleđeno, more ostaje plovno tijekom cijele godine zahvaljujući djelovanju ledolomaca. 

## Vanjske poveznice
|  | Zajednički poslužitelj ima još gradiva o temi Bijelo more |